# 聖卡耶塔諾 (北桑坦德省)

聖卡耶塔諾（西班牙語：San Cayetano）是哥倫比亞的城鎮，位於該國東北部北桑坦德省，距離庫庫塔17公里，屬庫庫塔都會區的一部分。始建於1773年，面積168平方公里，海拔高度235米，人口4,308。